# Viljoenskroon
Viljoenskroon ist eine Stadt in der südafrikanischen Provinz Freistaat. Sie liegt in der Lokalgemeinde Moqhaka im Distrikt Fezile Dabi.

## Geographie
2011 hatte Viljoenskroon 2091 Einwohner (Volkszählung), im nördlich gelegenen Township Rammulotsi lebten 29.377 Menschen. Die Stadt liegt in einer flachen Umgebung.

## Geschichte
Der Ort wurde 1921 auf dem Gebiet der Farm Mahemskuil gegründet und nach dem Farmer J. J. Viljoen und seinem Pferd Kroon („Krone“) benannt. Nach dem Pferd sind auch Kroonstad und die Gemeinde Moqhaka (Sesotho für „Krone“) benannt. 1925 wurde der Ort als Gemeinde anerkannt.

## Wirtschaft und Verkehr
Haupteinnahmequelle ist die Landwirtschaft, vor allem Maisanbau und Viehzucht.
Viljoenskroon liegt an der Fernstraße R76, die Orkney im Nordwesten mit Kroonstad im Süden verbindet, und an der R59, die unter anderem von Bothaville im Südwesten nach Parys im Nordosten führt.
Die Stadt liegt an der Bahnstrecke Orkney–Kroonstad, die im Güterverkehr betrieben wird. Der 1915 entstandene Bahnhof hieß bis 1927 Rendezvous Station.